# Serekunda
Serekunda este cel mai mare oraș din Gambia, localizat la gura de vărsare a fluviului Gambia în Oceanul Atlantic. Orașul este un cunoscut centru comercial. Suburbiile orașului sunt: Kanifing, Latrikunda, Sukuta și London Corner, iar orașul se întinde până aproape de stațiunile Bakau, Fajara și Kotu.

## Galerie de imagini

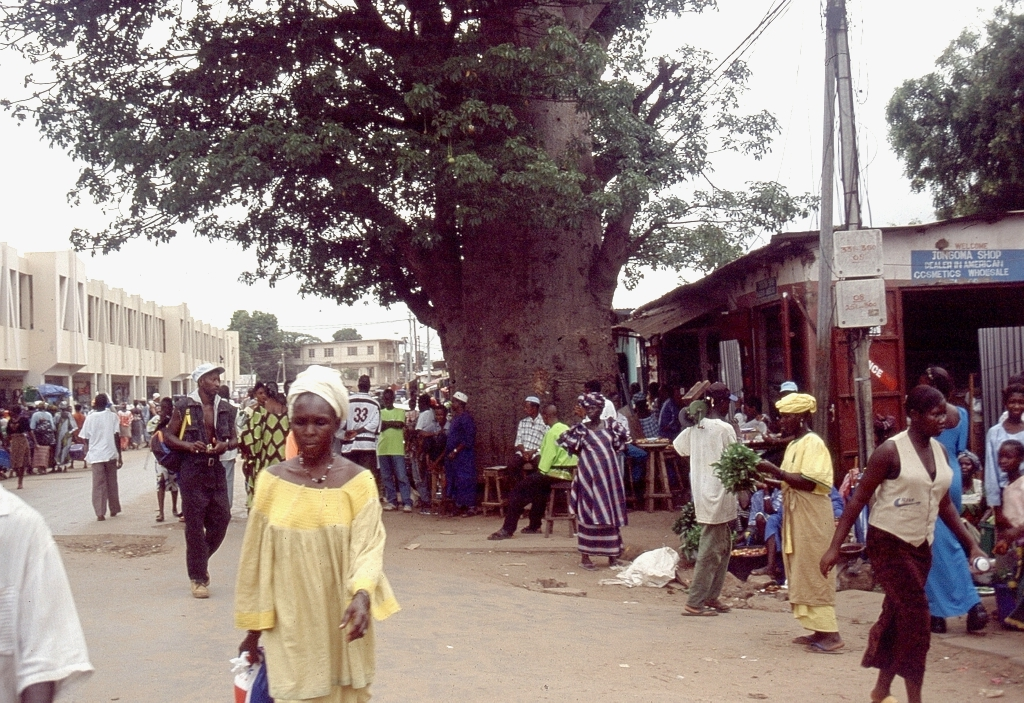
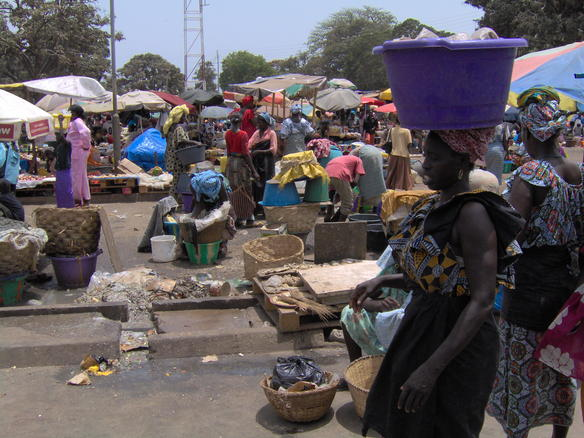
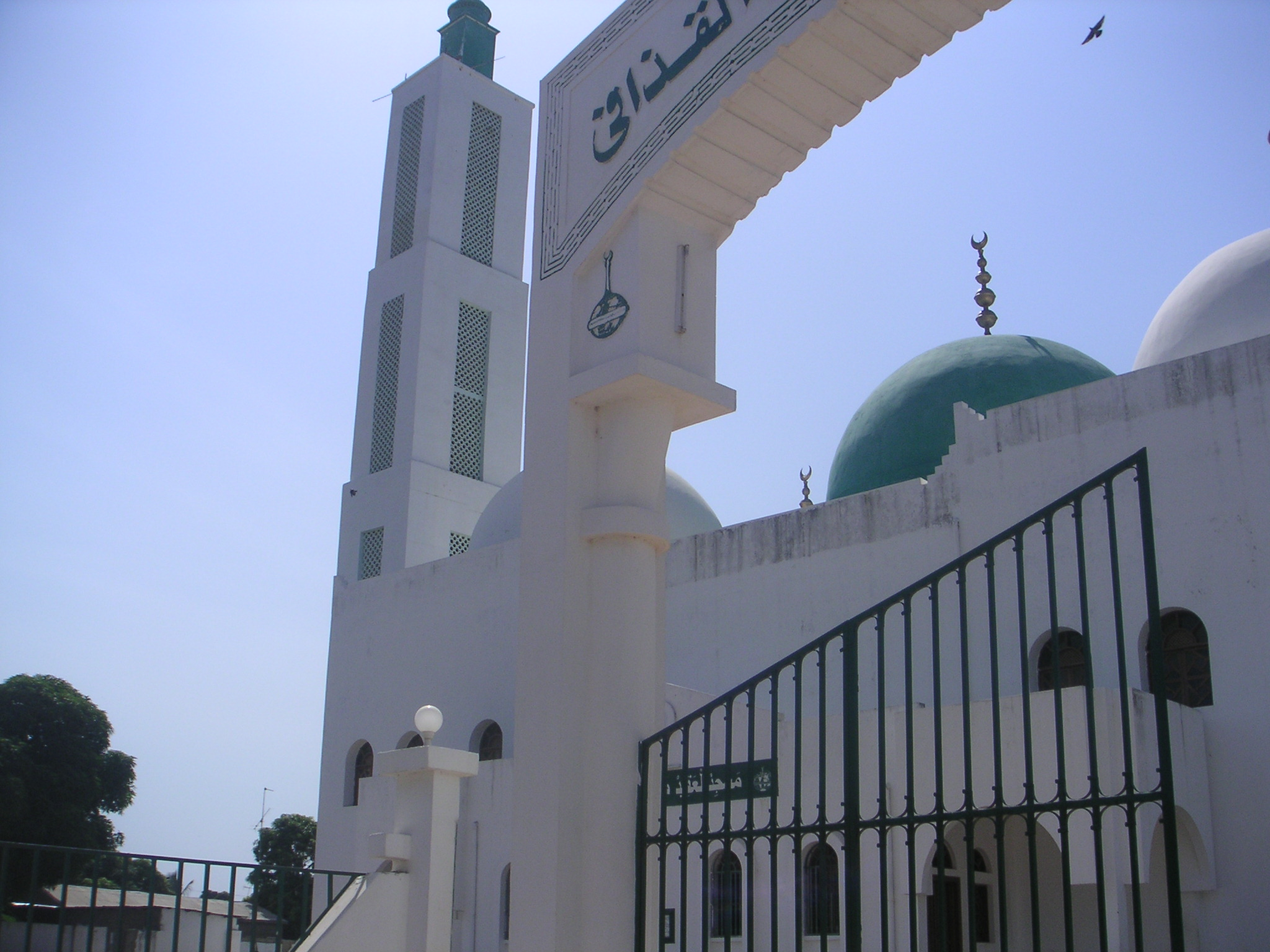